# Санту-Антан-ду-Тожал
Санту-Антан-ду-Тожал (порт. Santo Antão do Tojal) — район (фрегезия) в Португалии, входит в округ Лиссабон. Является составной частью муниципалитета Лореш. Находится в составе крупной городской агломерации Большой Лиссабон. По старому административному делению входил в провинцию Эштремадура. Входит в экономико-статистический субрегион Большой Лиссабон, который входит в Лиссабонский регион. Население составляет 3 837 человек на 2011 год. Занимает площадь 15,10 км².
Покровителем района считается Антан-ду-Дезерту (порт. Antão do Deserto).

## Демография
| Численность населения муниципалитета по годам | Численность населения муниципалитета по годам | Численность населения муниципалитета по годам | Численность населения муниципалитета по годам | Численность населения муниципалитета по годам | Численность населения муниципалитета по годам | Численность населения муниципалитета по годам | Численность населения муниципалитета по годам | Численность населения муниципалитета по годам | Численность населения муниципалитета по годам | Численность населения муниципалитета по годам |
| --------------------------------------------- | --------------------------------------------- | --------------------------------------------- | --------------------------------------------- | --------------------------------------------- | --------------------------------------------- | --------------------------------------------- | --------------------------------------------- | --------------------------------------------- | --------------------------------------------- | --------------------------------------------- |
| 1862                                          | 1864                                          | 1890                                          | 1900                                          | 1911                                          | 1920                                          | 1930                                          | 1940                                          | 1991                                          | 2001                                          | 2011                                          |
| 921                                           | 968                                           | 1 184                                         | 1 349                                         | 1 433                                         | 1 390                                         | 1 392                                         | 1 461                                         | 4 103                                         | 4 192                                         | 3 837                                         |